# 奎迈·安东尼·阿皮亚

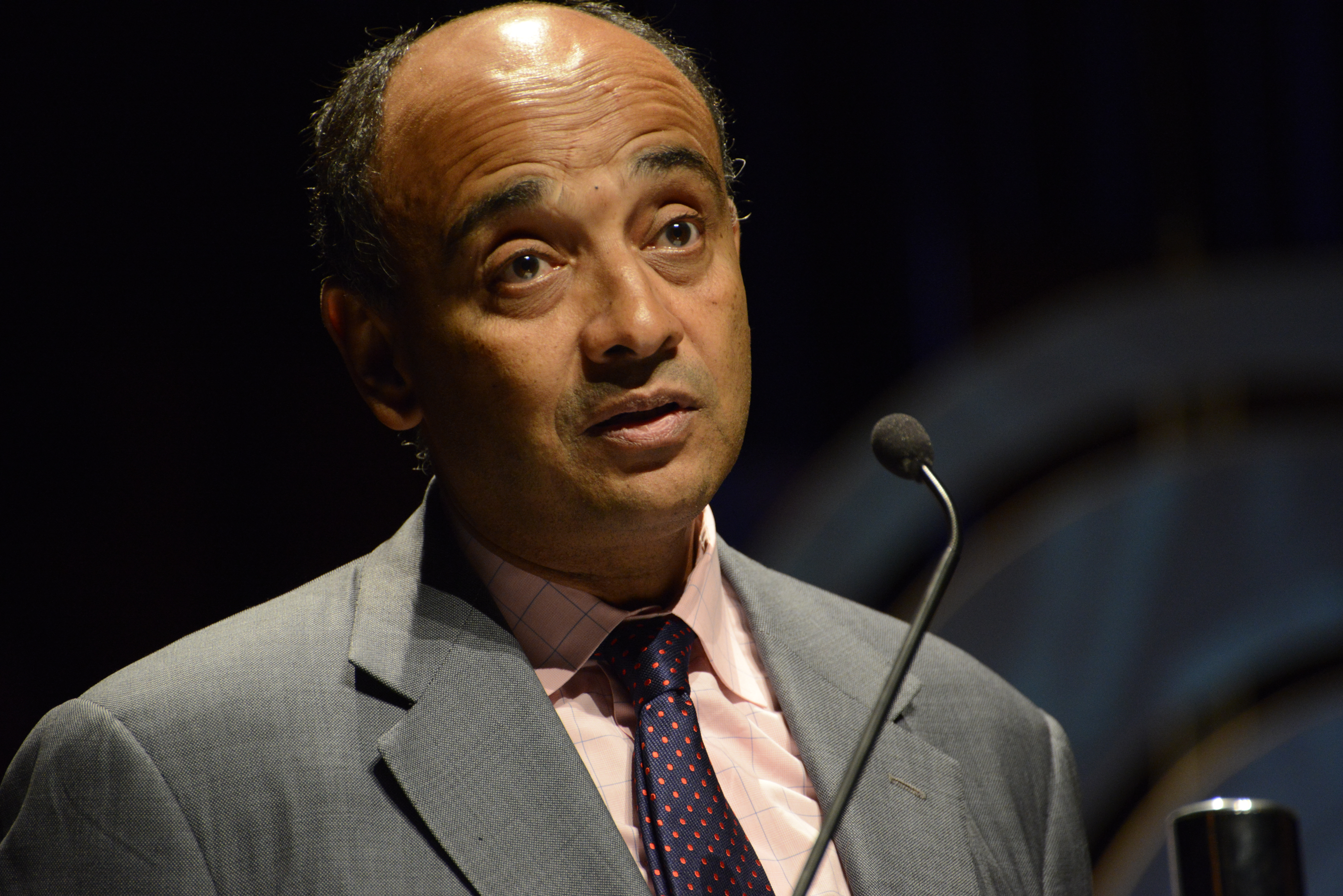
奎迈·安东尼·阿皮亚

奎迈·安东尼·阿皮亚（1954年5月8日—）是一位英裔美国哲学家和作家，生于英国伦敦 ，父親是來自加納阿散蒂大區的律师、外交官和政治家 。阿皮亚是纽约大学哲学和法学教授 。 他曾任普林斯顿大学哲学教授。 2022年1月，阿皮亚当选美国艺术暨文学学会會长。 